# Волчки (моллюски)
Волчки, или трохиды, или кубари (устар. «башенки», лат. Trochidae), — семейство морских, солоноватоводных и пресноводных брюхоногих моллюсков из отряда Trochida подкласса Vetigastropoda.

## Описание
Раковина коническая, перламутровая, без щели. Роговая крышечка круглая. Органами осязания являются щупальцевидные придатки, расположенные на эпиподии. У улиток рода Trochus они могут втягиваться в особые влагалища. Правая первичная жабра редуцирована, имеется два предсердия, почки парные. Большинство видов мелкие (от 2 до 6—8 см), но некоторые тропические волчки достигают крупных размеров. 
Распространены по всему миру в тропических, умеренных и арктических водах. Волчки — одни из самых обычных морских улиток скалистых побережий Европы. Большинство видов обитают в приливно-отливной зоне (литорали) и на мелководье, но есть и глубоководные; встречаются в основном на скалах и рифах. Питаются диатомовыми и нитчатыми водорослями, детритом, представители рода Umbonium являются фильтраторами. Раздельнополые, оплодотворение внутреннее. Яйца выметываются в воду поштучно или по нескольку штук в студенистой оболочке. Личинки свободноплавающие планктонные или ползающие по дну. Ископаемые представители известны из отложений по всему миру, включая Антарктику; наиболее древние датируются поздедевонской эпохой.

## Классификация

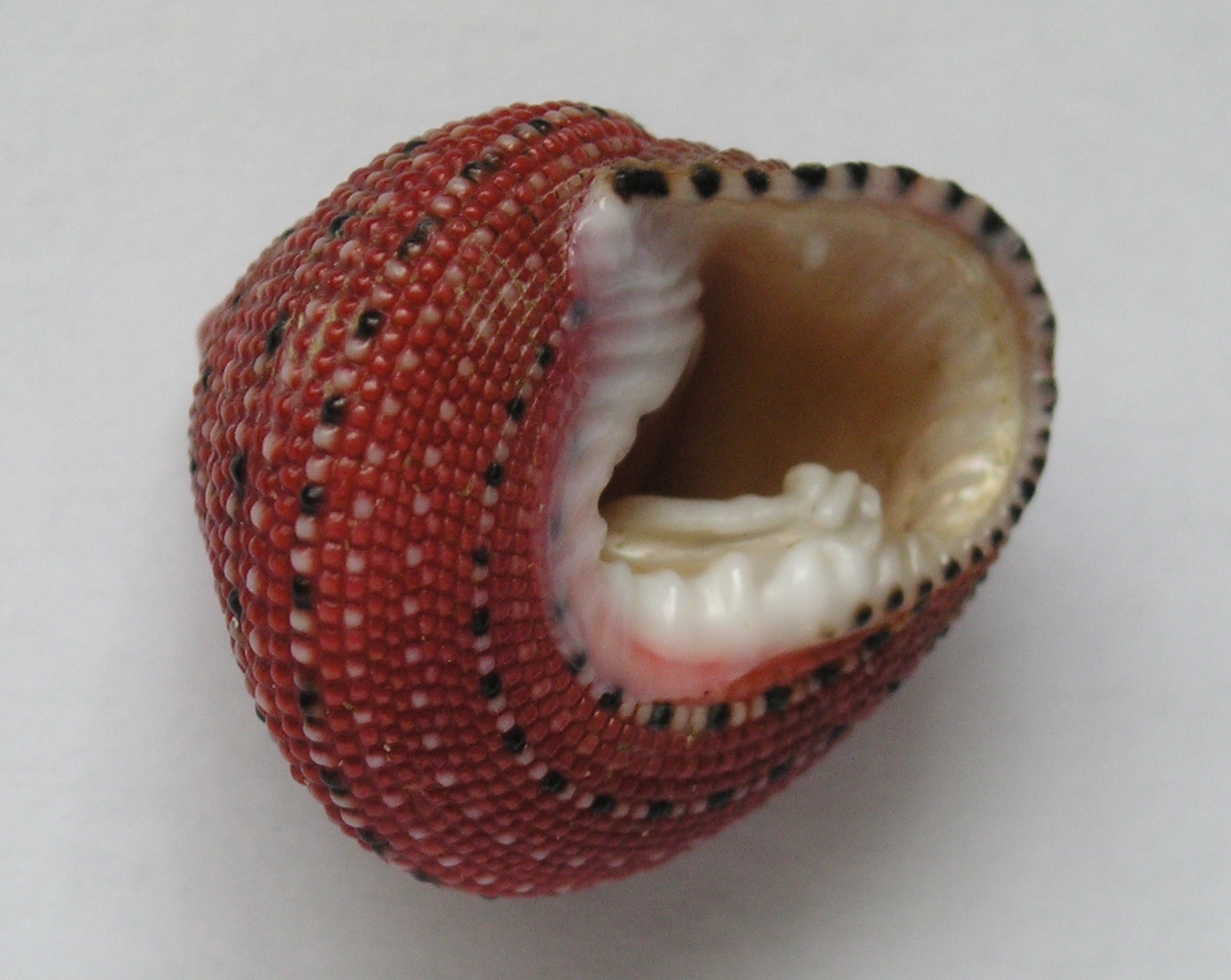
Clanculus puniceus

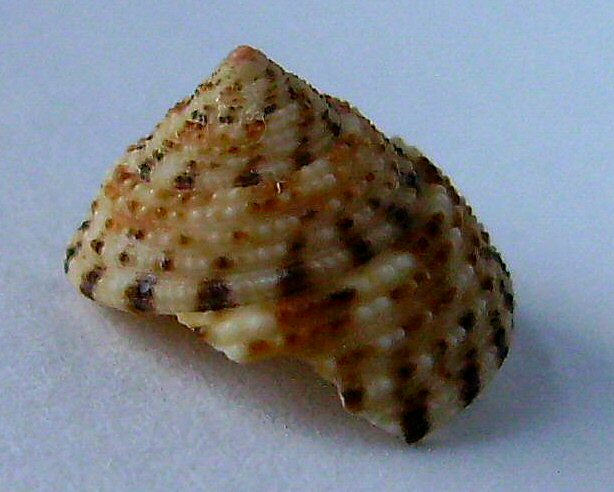
Trochus tiaratus

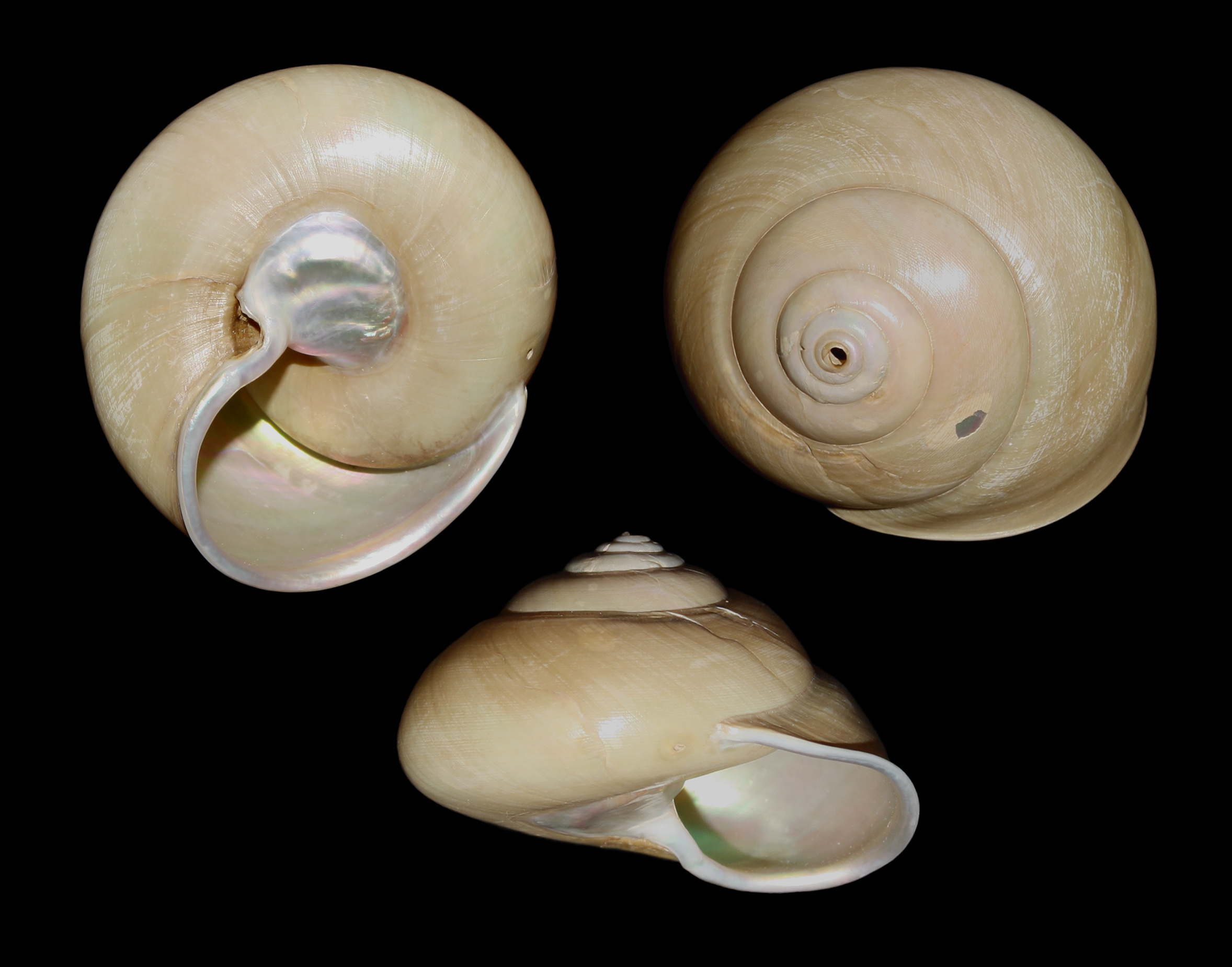
Gaza olivacea

На февраль 2021 года в семействе выделяют следующие подсемейства и роды:
- Подсемейство Alcyninae S. T. Williams, K. M. Donald, Spencer & T. Nakano, 2010
  - Alcyna A. Adams, 1860
- Подсемейство Cantharidinae Gray, 1857
  - Agagus Jousseaume, 1894
  - † Amonilea Cossmann, 1920
  - † Anceps Kolesnikov, 1939
  - Calthalotia Iredale, 1929
  - Cantharidoscops Galkin, 1955
  - Cantharidus Montfort, 1810
  - Clelandella Winckworth, 1932
  - Gibbula Risso, 1826 — Гиббулы[1]
  - † Gibbuliculus Harzhauser, 2021
  - Iwakawatrochus Kuroda & Habe, 1954
  - Jujubinus Monterosato, 1884
  - Kanekotrochus Habe, 1958
  - † Kishinewia Kolesnikov, 1935
  - Komaitrochus Kuroda & Iw. Taki, 1958
  - † Lesperonia Tournouër, 1874
  - Micrelenchus Finlay, 1926
  - Nanula Thiele, 1924
  - Odontotrochus P. Fischer, 1879
  - Oxystele Philippi, 1847
  - Pagodatrochus Herbert, 1989
  - † Paroxystele O. Schultz, 1970
  - Phasianotrochus P. Fischer, 1885
  - † Phorculus Cossmann, 1888
  - Phorcus Risso, 1826
  - Pictodiloma Habe, 1946
  - Priotrochus P. Fischer, 1879
  - Prothalotia Thiele, 1930
  - † Pseudodiloma Cossmann, 1888
  - Pseudotalopia Habe, 1961
  - † Rollandiana Kolesnikov, 1939
  - Roseaplagis K. M. Donald & Spencer, 2016
  - † Sarmatigibbula Sladkovskaya, 2017
  - † Sinzowia Kolesnikov, 1935
  - Steromphala Gray, 1847
  - Thalotia Gray, 1847
  - † Timisia Jekelius, 1944
  - Tosatrochus MacNeil, 1961
- Подсемейство Carinotrochinae S.-Q. Zhang, J. Zhang & S.-P. Zhang, 2020
  - Carinotrochus S.-Q. Zhang, J. Zhang & S.-P. Zhang, 2020
- Подсемейство Chrysostomatinae S. T. Williams, K. M. Donald, Spencer & T. Nakano, 2010
  - Chlorodiloma Pilsbry, 1889
  - Chrysostoma Swainson, 1840
- Подсемейство Fossarininae Bandel, 2009
  - Broderipia Gray, 1847
  - Clydonochilus P. Fischer, 1890
  - Fossarina A. Adams & Angas, 1864
  - Minopa Iredale, 1924
  - Synaptocochlea Pilsbry, 1890
- Подсемейство Halistylinae Keen, 1958
  - Botelloides Strand, 1928
  - Charisma Hedley, 1915
  - Halistylus Dall, 1890
- Подсемейство Kaiparathininae B. A. Marshall, 1993
  - Kaiparathina Laws, 1941
- Подсемейство Monodontinae Gray, 1857
  - Austrocochlea P. Fischer, 1885
  - Diloma Philippi, 1845
  - † Miofractarmilla Laws, 1948
  - Monodonta Lamarck, 1799
  - † Pachydontella Marwick, 1948
- Подсемейство Stomatellinae Gray, 1840
  - Calliotrochus P. Fischer, 1879
  - Microtis H. Adams & A. Adams, 1850
  - Pseudostomatella Thiele, 1924
  - Stomatella Lamarck, 1816
  - Stomatia Helbling, 1779
  - Stomatolina Iredale, 1937
- Подсемейство Trochinae Rafinesque, 1815
  - Cantharidella Pilsbry, 1889
  - Clanculus Montfort, 1810
  - Coelotrochus P. Fischer, 1879
  - Cratidentium K. M. Donald & Spencer, 2016
  - Eurytrochus P. Fischer, 1879
  - Infundibulum Montfort, 1810
  - Isoclanculus Cotton & Godfrey, 1934
  - Mesoclanculus Iredale, 1924
  - Notogibbula Iredale, 1924
  - Paraclanculus Finlay, 1926
  - Pulchrastele Iredale, 1929
  - Rubritrochus L. Beck, 1995
  - Trochus Linnaeus, 1758 — Трохусы
- Подсемейство Umboniinae H. Adams & A. Adams, 1854
  - Antisolarium Finlay, 1926
  - Bankivia Krauss, 1848
  - † Bowdenagaza Woodring, 1928
  - Camitia Gray, 1842
  - † Conominolia Finlay, 1926
  - Conotalopia Iredale, 1929
  - Ethalia H. Adams & A. Adams, 1854
  - Ethaliella Pilsbry, 1905
  - Ethminolia Iredale, 1924
  - Inkaba Herbert, 1992
  - Isanda H. Adams & A. Adams, 1854
  - Leiopyrga H. Adams & A. Adams, 1863
  - Lirularia Dall, 1909
  - Monilea Swainson, 1840
  - Parminolia Iredale, 1929
  - Pseudominolia Herbert, 1992
  - Rossiteria Brazier, 1895
  - Sericominolia Kuroda & Habe, 1954
  - Umbonium Link, 1807
  - Vanitrochus Iredale, 1929
  - Zethalia Finlay, 1926